# Venus in Seide
Venus in Seide ist eine Operette in drei Akten des Komponisten Robert Stolz (Opus 600). Das Libretto verfassten Alfred Grünwald und Ludwig Herzer. Die Uraufführung der Operette fand am 10. Dezember 1932 im Stadttheater Zürich statt.

## Handlung
Die Handlung spielt um 1830 in Ungarn.
Vorgeschichte
Die Fürstin und schöne Witwe Jadja Milewska-Palotay kam einst aus ihrer Heimat Polen nach Ungarn. Dort heiratete sie den alten Fürsten Palotay. Nach dessen Tod ist sie nun Erbin seines Besitzes und übt die Herrschaft über Dienerschaft und Personal aus. Die rechtliche Gültigkeit der Erbschaft wird jedoch angefochten; Fürstin Jadja führt seit Jahren einen ärgerlichen Erbschaftsprozess. Der ursprüngliche Eigentümer des Schlosses Szegedvár und der Güter, der alte Fürst Teleky, musste seinerzeit aus politischen Gründen in die Emigration gehen. Er wurde als politischer Frondeur des Landes verwiesen. Seine Güter hatte er zuvor seinem Freund Palotay zur Verwaltung und Nutznießung übergeben.
Der alte Fürst Teleky wurde amnestiert, lebt mittlerweile jedoch nicht mehr. Sein Sohn, Stephan Teleky, macht nun die Erbansprüche geltend. Er möchte Schloss Szegedvár in Besitz nehmen und dort leben. Fürstin Jadja weigert sich jedoch, den Besitz zu räumen. Auch vor Gericht erschien sie nicht. In der Gerichtsverhandlung präsentierte Stephan Teleky dem Gericht ein Gemälde Jadjas, gemalt von Hans Makart, welches sie als „Venus in Seide“ zeigt. Er beschuldigte sie vor Gericht, sich lediglich aufgrund ihrer Schönheit das Erbe erschlichen zu haben. Grund genug für Jadja, Stephan Teleky abgrundtief zu hassen.
1. Akt
Fürstin Jadja gibt auf ihrem Schloss ein großes Fest, einen Faschingsball, auf welchem sie auch ein Lied aus ihrer Heimat vorträgt („Fern im schönen Polenland...Spiel auf Deiner Geige!“). Sie will heute Abend ihre Heirat mit Jozsy Oroszy, dem Sohn des einflussreichen Obergespans (Bezirksamtsmann) Oroszy, bekanntgeben. Der Bräutigam erscheint jedoch nicht zur verabredeten Zeit auf dem Fest. Ein Fremder tritt auf und überbringt die Nachricht, dass Joszy von dem berüchtigten Räuberhauptmann Rozsa Sándor entführt worden sei. Dem Pfarrer gegenüber gibt sich der Fremde als Stephan Teleky zu erkennen. Der Obergespan und die anwesenden Festgäste stellen sofort wilde Spekulationen an, wer der Fremde sein könne. Einige halten ihn sogar für den Räuber selbst.
Der Dragonerleutnant Ladislaus von Köröshazy macht auf dem Fest Oroszys Nichte Mizzi gewaltig den Hof („Fräulein, ach Fräulein!“). Das Buffo-Paar kommt sich ebenfalls bereits sehr nahe.
Oroszy schickt Ladislaus mit einer Abteilung Soldaten los, um nach Jozsy zu suchen. Jadja ist von dem mysteriösen Fremden sofort eingenommen; die beiden verlieben sich auf Anhieb ineinander („Lasst uns die wissenden Karten befragen...Eine wie Du war immer mein Traum!“). Da betritt ein zweiter Fremder den Saal und behauptet, Fürst Teleky zu sein und gerade den Prozess gegen Fürstin Jadja gewonnen zu haben.
2. Akt
Der zweite Fremde ist in Wirklichkeit jedoch der Räuberhauptmann Rozsa Sándor. Er gibt sich Stephan Teleky zu erkennen und gesteht, tatsächlich den jungen Oroszy entführt zu haben. Er will sich mit dem Lösegeld und Jadjas Hochzeitsschmuck, den die Räuber Oroszy abgenommen haben, absetzen. Teleky verrät Sándor nicht, fordert von ihm jedoch die Herausgabe des Schmucks. Um Mitternacht gibt Teleky scheinbar seine Identität preis. Er behauptet nun, der Räuber Rozsa Sándor zu sein, der Schmuck sei sein Ausweis. Inzwischen ist Leutnant Ladislaus zurückgekommen, er hat keine Spur von Joszy gefunden. Teleky wirbt leidenschaftlich um Jadja („Gold, Juwelen schenk ich dir...Nur für dich, nur für dich, schlägt mein Herz allein!“). Jadja, von Stephans Charme und Draufgängertum überwältigt, lässt sich von dem anwesenden Pfarrer mit Stephan trauen.
3. Akt
Teleky hat Jadja in ein inszeniertes Räuberlager gebracht und spielt dort weiterhin den Banditen. Auch der Obergespan hält Teleky für den Räuber und hat erfahren, wo er sich versteckt. Um seinem Sohn doch noch die Fürstin zu verschaffen, will er die ganze Räuberbande ausheben lassen. Nun erfährt die Fürstin, dass sie in Wirklichkeit den rechtmäßigen Erben Stephan Teleky geheiratet hat. Sie verzeiht Stephan natürlich, da sie längst nicht mehr ohne ihn leben kann. Joszy Oroszy tröstet sich schließlich mit Komtesse Piroschka. Der Dragonerleutnant Ladislaus, der während der gesamten Handlung bereits intensiv mit Komtesse Mizzi geflirtet hat („Spiel mit mir, immer nur mit mir, auf der kleinen goldnen Mandoline!“), kommt endlich mit seiner Mizzi zusammen. Der Räuber Sándor wird begnadigt, muss aber in den Kampf gegen die Serben ziehen.

## Werk
Venus in Seide ist eine „ungarisch-fürstliche Verwechslungskomödie“. Die mit ihren Liebesverwicklungen und Verwechslungselementen ausgestattete Handlung enthält bühnenwirksame, „gute“ Rollen für die Primadonna, den Tenor, das Buffo-Paar und den unverzichtbaren Operettenkomiker.
Bei Venus in Seide handelt es sich, im Gegensatz zu Stolz’ vorangegangener Operette Wenn die kleinen Veilchen blühen (1932), welche Züge des Singspiels und Revue-Elemente enthielt, um eine „klassische Gesangsoperette im Stil der Zeit“. Das Werk gehört zu den musikalisch aufwendigen Operetten von Robert Stolz. Stolz stattete die Operette mit einer verschwenderischen Musik aus, die auch Chorsätze und großen Finali beinhaltet. Größere musikalische Ensembles, mehrere ausführliche Liebes-Duette zwischen Jadja und dem Fremden und ausgearbeitete Finali bestimmen somit den musikalischen Ablauf. Der Handlungsablauf bleibt allerdings operettenhaft konventionell, da bereits von Anfang an feststeht, dass das Liebespaar sich finden wird und am Ende ein Happy End steht. Dem Liebespaar steht auch hier, wie in fast allen Operetten, mit Mizzi und Ladislaus ein musikalisch reich bedachtes Buffo-Paar gegenüber.
Die Operette Venus in Seide wurde von mehreren Bühnen nachgespielt (u. a. 1939 am Stadttheater Dortmund), konnte, im Gegensatz zu früheren Operetten von Stolz, jedoch keinen dauerhaften Bühnenerfolg erzielen und ist mittlerweile fast völlig in Vergessenheit geraten. Lediglich einzelne Lieder, insbesondere das Auftrittslied der Jadja, haben sich als Solo-Nummern für Operettenstars erhalten. Vereinzelt wird das Werk auch heute noch auf der Bühne gezeigt. 1967 gab es eine Produktion von Venus in Seide bei den Seefestspielen Mörbisch. Die Hauptrollen sangen Sári Barabás und Rudolf Christ. In den 1980er Jahren gab es eine Inszenierung von Venus in Seide in Warschau. 1985 folgte eine Produktion am Zwols Muziektheater in Zwolle. 1997 brachte die Musikalische Komödie Leipzig eine Neuinszenierung heraus. In der Spielzeit 2023/24 gab es eine Neuinszenierung von Venus in Seide am Opernhaus Graz, mit Sieglinde Feldhofer als Fürstin Jadja, Matthias Koziorowski als Fremder, Ildikó Raimondi als Komtesse Mizzi Pottenstein-Oroszy und Ferry Öllinger als Baron Vilmos Orosz in den Hauptrollen.
Venus in Seide wird in dem 1980 von Stephan Pflicht im Auftrag der Robert-Stolz-Stiftung herausgegebenen, im Musikverlag Emil Katzbichler erschienenen Robert-Stolz-Werkverzeichnis (RSWV) unter der Nr. 443 (RSWV 443) geführt.
Der Sexfilm Venus in Seide (1970) von Hans Billian trägt lediglich denselben Titel wie die Operette von Robert Stolz; es handelt sich hierbei nicht um eine Verfilmung der Operette.

## Tondokumente
Eine musikalische Gesamtaufnahme des Werkes liegt nicht vor.
1954 entstand beim Südwestrundfunk Kaiserslautern unter der musikalischen Leitung von Emmerich Smola ein kleiner musikalischer Querschnitt. Die Tenorrolle sang der damals noch unbekannte junge Fritz Wunderlich. Diese Aufnahme ist als Privatmitschnitt erhalten.
1966 wurde bei dem Schallplatten-Label Ariola-Eurodisc ein „Großer Querschnitt“ mit den musikalischen Höhepunkten veröffentlicht. Die Solisten waren: Margit Schramm (Jadja), Rudolf Schock (Der Fremde/Teleky), Ferry Gruber (Ladislaus von Köröshazy) und Liselotte Schmidt (Komtesse Mizzi). Der Komponist Robert Stolz dirigierte selbst die Berliner Symphoniker. Diese Schallplattenaufnahme wurde inzwischen als CD, unter anderem vom Hamburger Archiv für Gesangskunst, wiederveröffentlicht.
Das wohl bekannteste Lied der Operette, das Auftrittslied der Jadja „Spiel auf Deiner Geige das Lied von Leid und Lust ...“, liegt in zahlreichen Einzelaufnahmen vor und wurde von vielen bekannten Operettensängerinnen (Sári Barabás, Lucia Popp, Anneliese Rothenberger), Musikern wie Klaus Wunderlich und Orchestern wie James Last interpretiert.